# دارلين هيل
دارلين هيل (بالإنجليزية: Darling Hill)‏ هي لاعبة جمباز فني أمريكية، ولدت في 24 سبتمبر 1989 في نيوآرك في الولايات المتحدة.

## وصلات خارجية
- دارلين هيل على موقع الاتحاد الأمريكي للجمباز (الإنجليزية)